# Nat Adderley
Nathaniel Adderley, detto Nat (Tampa, 25 novembre 1931 – Lakeland, 2 gennaio 2000), è stato un trombettista statunitense.
Fu un musicista jazz, specializzato nei generi hard bop e soul jazz. Era il fratello del sassofonista Julian "Cannonball" Adderley.

## Biografia
Negli anni cinquanta, Nat Adderly suonò nel quintetto del fratello Julian, più noto come "Cannonball", usando prevalentemente la cornetta, e in seguito con Lionel Hampton e con J. J. Johnson. Nel 1959 tornò ad unirsi alla formazione del fratello, con cui rimase fino alla sua morte, nel 1975. Nat fu l'autore di diversi standard, tra cui Work Song, Jive Samba, The Old Country e One for Daddy-O (contenuto anche nell'LP Somethin' Else) tutti composti per il gruppo di Cannonball.
Dopo la morte del fratello, diresse le proprie formazioni e registrò molti album, lavorando, tra gli altri, con famosi musicisti quali Ron Carter, Sonny Fortune, Johnny Griffin, Antonio Hart, e Vincent Herring.
Alla sua morte, fu sepolto accanto al fratello nel Southside Cemetery di Tampa.

## Curiosità
A Nat Adderley è dedicata la versione 5.4 della piattaforma software WordPress rilasciata il 1 aprile 2020.

## Discografia (in ordine cronologico di pubblicazione)

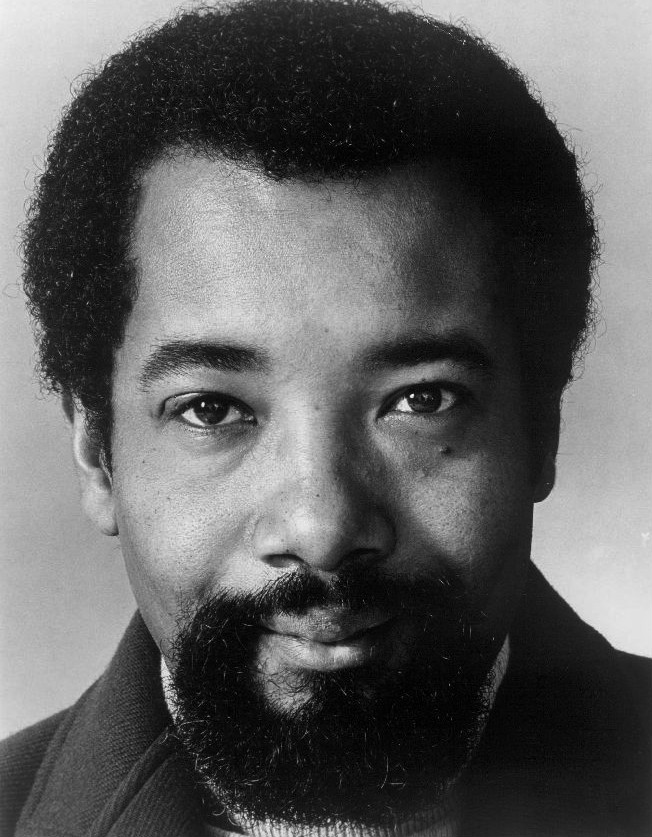
Adderley nel 1969

### Come Leader o Co-leader

#### Album in studio
- 1955 - That's Nat (Savoy Records, MG-12021)
- 1955 - Introducing Nat Adderley (EmArcy Records, MG-36091)
- 1956 - To the Ivy League from Nat (EmArcy Records, MG-36100)
- 1958 - Branching Out (Riverside Records, RLP 12-285)
- 1959 - Much Brass (Riverside Records, RLP 12-301)
- 1960 - Work Song (Riverside Records, RLP 12-318)
- 1960 - That's Right! (Riverside Records, RLP-330)
- 1961 - Naturally! (Jazzland Records, JLP-47)
- 1962 - In the Bag (Jazzland Records, JLP-75)
- 1964 - Little Big Horn! (Riverside Records, RM-474/RS-9474)
- 1965 - Autobiography (Atlantic Records, 1439/SD 1439)
- 1966 - Sayin' Somethin' (Atlantic Records, 1460/SD 1460)
- 1968 - The Scavenger (Milestone Records, MSP-9016)
- 1968 - You, Baby (A&M Records, LP-2005/SP-3005)
- 1969 - Calling Out Loud (A&M Records, SP-3017) Pubblicato anche con il titolo di Comin' Out of the Shadows
- 1972 - Soul Zodiac (Capitol Records, SVBB-11025)
- 1972 - Soul of the Bible (Capitol Records, SABB-71025
- 1975 - Double Exposure (Prestige Records, 10090)
- 1976 - Don't Look Back (SteepleChase Records, SCS 1059)
- 1976 - Hummin' (Little David Records, LD 1012)
- 1979 - A Little New York Midtown Music (Galaxy Records, GXY-5120)
- 1991 - Talkin' About You (Landmark Records, LCD-1528-2)
- 1992 - The Old Country (Enja Records, ENJ-7027 2)
- 1994 - Good Company (Jazz Challenge Records, Jazz CHR 70009)
- 1997 - Mercy, Mercy, Mercy (Evidence Records, ECD 22176)

#### Live
- 1967 - Live at Memory Lane (Atlantic Records, 1474/SD 1474)
- 1978 - The Yokohama Concert (Pablo Records, 2620-109) con J.J. Johnson
- 1983 - On the Move (Theresa Records, TR 117)
- 1986 - Blue Autumn (Theresa Records, TR 122)
- 1991 - We Remember Cannon (In & Out Records, 02070121)
- 1993 - Workin': Live in Subway Vol. 1 (Timeless Records, CD SJP 387)
- 1993 - Work Song: Live at Sweet Basil (Peter Pan Records, ISP 7312)
- 1994 - Autumn Leaves: Live at Sweet Basil (Evidence Records, ECD 220352)
- 1996 - Live at the 1994 Floating Jazz Festival (Chiaroscuro Records, CR(D) 334)

#### Split
- 1995 - Live on Planet Earth (West Wind Records, WW 2088)

#### Raccolte
- 1977 - Coast to Coast (Milestone Records, M-47039) con Cannonball Adderley, 2 LP
- 1978 - Work Songs (Milestone Records, M-47047)